# هيرفج كوجلنيك
هيرفج كوجلنيك (بالإنجليزية: Herwig Kogelnik)‏ (و. 1932 – م) هو فيزيائي، ومهندس من الولايات المتحدة الأمريكية . ولد في غراتس . وهو عضواً في جمعية مهندسي الكهرباء والإلكترونيات، والأكاديمية الوطنية للعلوم .

## التعليم
تعلم في الجامعة التقنية في فيينا، وجامعة أوكسفورد

## جوائز
حصل على جوائز منها:
- قلادة العلوم الوطنية الأمريكية في مجال التكنولوجيا والإبتكار (2006)
- ميدالية الشرف لمعهد مهندسي الكهرباء والإلكترونيات [الإنجليزية]‏ (2001)
- قلادة فريدريك آيفس (1984)
- IEEE David Sarnoff Award [الإنجليزية]‏
- جائزة ماركوني.